# ئی‌ام‌دی اف۴۵
ئی‌ام‌دی اف۴۵ (انگلیسی: EMD F45) یک لوکوموتیو دیزلی ساخت شرکت جنرال موتورز الکترو-موتیو دیویژن بوده است.
این لوکوموتیو که مابین سال‌های ۱۹۶۸ تا ۱۹۷۱ تولید می‌شده دارای ۲۰ سیلندر و ۳۶۰۰ اسب بخار توان خروجی بوده است.

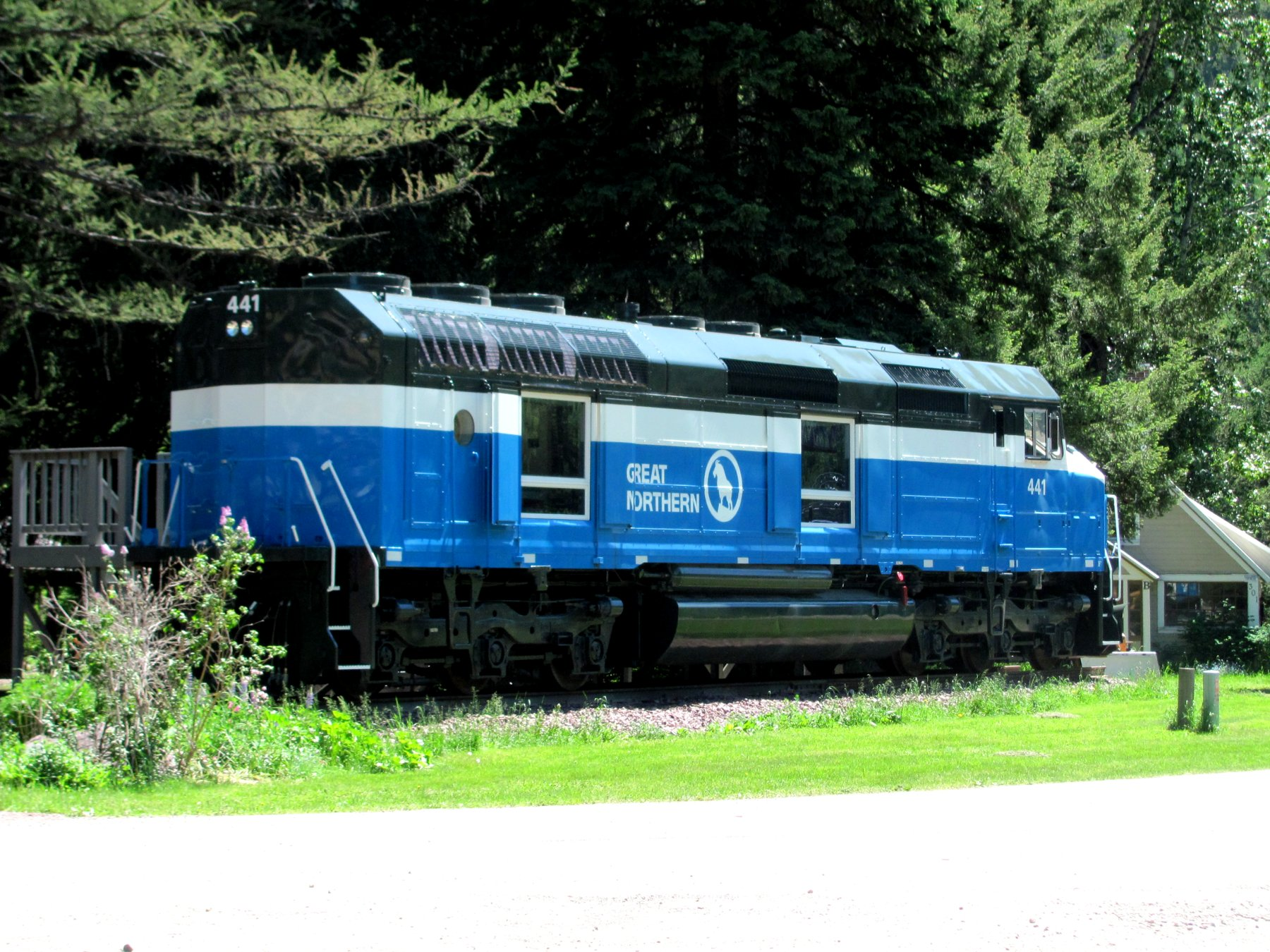